# Anthony Banzi
Anthony Banzi (ur. 28 października 1946 w Tawa, zm. 20 grudnia 2020 w Dar es Salaam) – tanzański duchowny rzymskokatolicki, od 1994 do swojej śmierci w 2020 biskup Tanga.